# Arctornis lactea
Arctornis lactea är en fjärilsart som beskrevs av Moore 1879. Arctornis lactea ingår i släktet Arctornis och familjen tofsspinnare. Inga underarter finns listade i Catalogue of Life.